# Iravatham Mahadevan
Iravatham Mahadevan —en tamil: ஐராவதம் மகாதேவன்; transliteración, Airāvatam Makātēvan; /airávatam majadevan/ [ʌjrɑːʋʌt̪ʌm mʌxɑːd̪eːʋʌn]— (Tiruchirappalli, 2 de octubre de 1930-Madrás, 26 de noviembre de 2018) fue un epigrafista indio especializado en la escritura del Indo y en el idioma tamil.

## Biografía
Mahadevan fue concebido a orillas del río Airavati en la Birmania británica —donde su padre Iravatham ejercía como médico— y nació en Tiruchirappalli el 2 de octubre de 1930. Su familia pertenece a la casta de brahmanes smarta tamiles del distrito costero de Thanyavur —en el estado de Tamil Nadu—. Mahadevan se educó en la ciudad de Tiruchirappalli. Después de graduarse en ciencias y derecho, ingresó en el Servicio Administrativo Indio.
Mahadevan descifró las antiquísimas inscripciones de idioma tamil-brahmi, y sugirió tentativamente que el brahmi podría provenir de la escritura del Indo (III milenio a. C.), en lugar de la hipótesis más aceptada de que deriva del idioma arameo.
Trabajó toda su vida como funcionario. En 1970 utilizó una beca para armar la primera concordancia de sellos de Harappa. Gregory Possehl le consideró «un trabajador cuidadoso, metódico, que tiene cuidado de explicar sus suposiciones y métodos. Su estilo se refiere más a "conclusiones provisorias" e "hipótesis de trabajo" más que ideas concluyentes y hechos consumados».
En 1986 su hijo Vidia Sagar Mahadevan falleció en un accidente. Para perpetuar su memoria, en 2003 Mahadevan estableció la fundación Vidyasagar Educational Trust que da becas a estudiantes meritorios en institutos de entrenamiento industrial y politécnico. También se creó el Vidyasagar Institute of Biomedical Technology and Science, que ofrece grados de maestría y doctorados.
El Gobierno de la India le otorgó el premio Padma Shri en artes en 2009.